# Rich Amiri
Elijah Policard, profesně známý jako Rich Amiri (* 6. února 2004 Boston, Massachusetts), je americký rapper, zpěvák a skladatel. Jeho popularita stoupla během pozdních měsíců roku 2023 díky singlům "Aint Nothing". Další popularitu získal během začátku roku 2024, kdy se jeho píseň "One Call" stala virální na TikToku, což vedlo k tomu, že se píseň dostala do žebříčku Billboard Hot 100, kde debutovala na 79. místě.

## Kariéra
Poté vydal album Ghetto Fabulous. Toto album obsahuje některé z Amiriho nejznámějších nevydaných skladeb, jako například "What It Cost", "Forza Freestyle", a také obsahuje singly vydané na začátku roku 2023, jako například "Aint Nothing", "One Call" a "Codeine Crazy", které neměly žádné prvky.[ujasnit]

## Hudební styl
Rich Amiri uvádí jako své vlivy Future, Speaker Knockerz, Lil Keed a YoungBoy Never Broke Again.

## Diskografie

### Studiová alba
- For The better(2022)
- Evolution (2023)
- Ghetto Fabulous (2023)

### EP
- Chase (2022)